# پرچم نیوفاندلند و لابرادور
پرچم نیوفاندلند و لابرادور در ۶ ژوئن ۱۹۸۰ پذیرفته شد.